# Apatou
Apatou és un municipi francès, situat a la Guaiana Francesa. L'any 2006 tenia 5.923 habitants. Situada als marges del riu Maroni, limita a l'est amb Saint-Laurent-du-Maroni i Grand-Santi, i a l'oest amb Surinam. La comuna fou creada el 1976 de la separació del municipi de Grand-Santi-Papaïchton-Apatou. La majoria de la població són aluku o boni, ètnia formada per antics esclaus cimarrons.

En roig el territori comunal de Apatou.

## Demografia
| 1962                                       | 1967 | 1974 | 1982 | 1990  | 1999  |
| ------------------------------------------ | ---- | ---- | ---- | ----- | ----- |
| ?                                          | 317  | 453  | 618  | 2.451 | 3.628 |
| Des de 1962: població sense dobles comptes |      |      |      |       |       |

## Administració
| Període   | Identitat      | Partit |
| --------- | -------------- | ------ |
| 2001-2008 | Gérard Amayota |        |
| 2008-     | Paul Dolianki  |        |